# Directiva de Aeronavegabilidad
De acuerdo con la NOM-039-SCT3-2010, QUE REGULA LA APLICACION DE DIRECTIVAS DE AERONAVEGABILIDAD Y BOLETINES DE SERVICIO A AERONAVES Y SUS COMPONENTES, una Directiva de Aeronavegabilidad (generalmente abreviada AD en inglés) es un documento de cumplimiento obligatorio expedido por la Autoridad Aeronáutica, agencia de gobierno u organismo acreditado, responsable de la certificación de aeronaves, motores, hélices y componentes que han presentado condiciones inseguras, mismas que pueden existir o desarrollarse en otros productos del mismo tipo y diseño. En dicho documento se prescriben inspecciones, condiciones y limitaciones bajo las cuales las aeronaves, motores, hélices y componentes referidos, pueden continuar operándose.

## Propósito
Las Directivas de Aeronavegabilidad determinan la aeronavegabilidad de un producto, siendo esto requisito indispensable para que el mismo se mantenga en estado de seguridad para la operación. Las Directivas de Aeronavegabilidad prescriben las condiciones y limitaciones bajo las cuales la aeronave y/o sus componentes pueden continuar siendo operados; dichas condiciones y limitaciones pueden incluir inspecciones, reparaciones o alteraciones.
Las Directivas de Aeronavegabilidad se dividen en dos clases:
(a) Las de emergencia o urgentes, que requieren su cumplimiento ya sea de forma inmediata a su recepción, o en un periodo corto de tiempo u operación, a partir de que las mismas sean recibidas; y
(b) Las de no emergencia u ordinarias, que requieren su cumplimiento en un periodo diferente a las de emergencia o urgentes.
Las Directivas de Aeronavegabilidad generalmente son resultado de dificultades en un servicio o por parte de los resultados de un accidente. 
La FAA emite ADs por medio de tres diferentes procesos:
- Standard AD process: Notice of Proposed Rulemaking (NPRM), seguido de una Final Rule.
- Final Rule y Request for Comments
- Emergency airworthiness directives - emitida sin comentarios. Esto solo es usado para emitir cuando existe una condición insegura que requiere una acción inmediata por parte del proveedor/operador para rápidamente corregir un situación de seguridad operacional.